# Pedro Petrone
Pedro Petrone Schiavone, né le 11 mai 1905 à Montevideo et mort le 13 décembre 1964 dans la même ville, est un footballeur uruguayen.
Fameux goleador sud-américain des années 1920, il remporte avec l'Uruguay la médaille d'or aux Jeux olympiques de 1924 et 1928, ainsi que la première Coupe du monde en 1930 organisée à Montevideo.

## Biographie

### Premières années
Pedro Petrone naît dans le quartier La Comercial de Montevideo, la capitale de l'Uruguay, au sein d'une famille originaire de Basilicate en Italie. Sa date de naissance est incertaine : les sources indiquent majoritairement le 11 mai 1905 mais d'autres font état d'une naissance en 1904 ou même 1900.
Perucho, comme il est surnommé dans sa jeunesse, découvre le football à l'école Solferino de Montevideo. Il joue d'abord gardien de but, puis s'installe en attaque une fois ces talents découverts. Bien que d'une taille normale (1,73 m pour 74 kg), il se montre à la fois rapide (il sera capable pendant sa carrière de courir un 100 m en 11 secondes) et puissant. 

### Carrière en club
En 1923, à 18 ans, il est recruté par le Charley FC et fait ses débuts en première division du championnat d'Uruguay, alors amateur. En sept matchs il inscrit quatre buts et se fait remarquer de tous, et notamment du Club Nacional de Football, champion en titre, qui le débauche pour la saison suivante. Il remporte avec son nouveau club le championnat (AUF) en 1924 et participe à la tournée du club en Europe en 1925. La tournée dure 153 jours, à travers neuf États. Petrone réalise des débuts tonitruants, en marquants 15 buts lors de ses six premiers matchs (dont cinq contre la sélection de Normandie le 15 mars, puis cinq autres contre la sélection de Roubaix une semaine plus tard). Lors du 8e match de la tournée, le 12 avril face au FC Barcelone, Petrone se blesse grièvement au ménisque. Il doit interrompre sa participation à la tournée et rentre se faire opérer en Uruguay, ce qui est très rare à l'époque pour un sportif, tandis que ses coéquipiers achèvent en août leur tournée de 38 matchs.

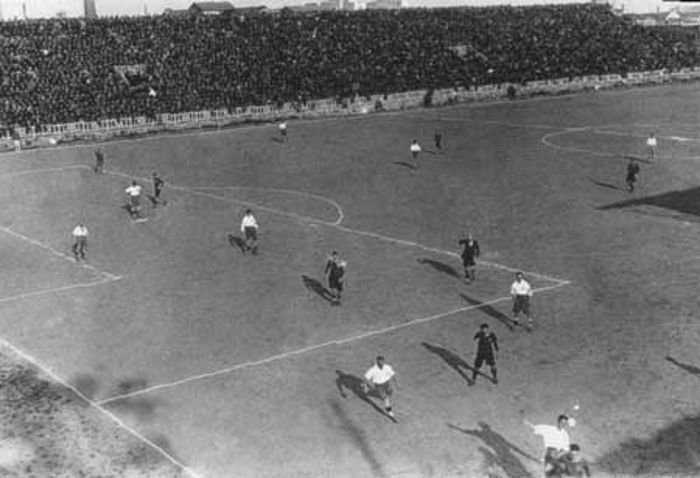
Match FC Barcelone-Nacional lors de la tournée européenne de 1925.

À son retour sur les terrains, Petrone retrouve une grande efficacité, et parvient à poursuivre un rythme d'un but par match environ en championnat : il inscrit 15 buts en 1926, 20 en 1928 et 19 en 1929. En 1927, il est de la nouvelle tournée du Nacional, en Amérique du Nord et en Amérique centrale cette fois. Le Nacional termine 2e de son championnat en 1929 et 1931. Après huit saisons au club, il quitte le club.
Enorgueilli de ses succès en sélection, Petrone tente l'expérience en Italie. Il signe à la Fiorentina, un promu ambitieux qui lui propose 2000 livres par mois, une somme importante à l'époque. Il devient ainsi le premier joueur étranger à porter le maillot de la Viola. En raison des lois fascistes sur les noms, Pedro Petrone doit se faire prénommer Pietro. Il réalise la traversée de l'océan Atlantique début août 1931, et marque son premier but sous ses nouvelles couleurs lors de l'inauguration du stade Artemio-Franchi de Florence en septembre face à l'Admira Vienne (1-0). Il inscrit son premier but officiel lors de la 2e journée de championnat face à Brescia et se fait rapidement surnommer l'Artillero en français : « canonnier » pour son efficacité devant le but. Avec 25 réalisations en 27 matchs, il termine meilleur buteur du championnat en 1931-1932, à égalité avec Angelo Schiavio de Bologne. La Fiorentina termine à la 4e place. 
Petrone réalise des performances un peu moins brillantes pour la saison 1932-1933. Cependant, quand il marque le but de la première victoire de la Fiorentina sur la Juventus, champion en titre, le président Ridolfi lui offre une Fiat 508 Balilla. La décision de l'entraîneur Hermann Felsner de le faire jouer ailier droit, à la place de Gastone Prendato, le fait entrer en conflit avec l'entraîneur puis le président du club, qui décide de le suspendre jusqu'à nouvel ordre. Petrone quitte la ville et rentre finalement en Uruguay le 23 mars 1933 sans en avertir le club. Son bilan pour sa 2e saison en Italie reste bloqué à 12 buts en 17 rencontres.
À Montevideo, Petrone est repris par le Nacional, dont le championnat est devenu en 1932 professionnel. L'attaquant brille particulièrement lors de la saison 1933 en inscrivant 30 buts. En mars 1934, alors qu'il est toujours sous contrat avec le Nacional et que le championnat 1933 n'est pas terminé, il quitte brutalement le pays pour retourner en Italie ; le club demande la saisie d'une partie de ses actifs pour rupture de contrat. Il termine ainsi sa carrière de sportif, à 29 ans. Son bilan au Nacional est de 146 buts en 128 matchs. Le club remporte finalement, en septembre, le titre de champion 1933 lors d'une 3e finale face au Peñarol. 
Revenu à Florence, il est fêté par les supporters lors d'une soirée au Teatro Verdi, mais il ne porte plus le maillot du club italien. Il lui reste cependant attaché, comme l'illustre le nom donné à l'écurie de chevaux de courses qu'il créera par la suite à Montevideo : « Fiorentina ». Il meurt à Montevideo en 1964, à 59 ans.

### Carrière en sélection

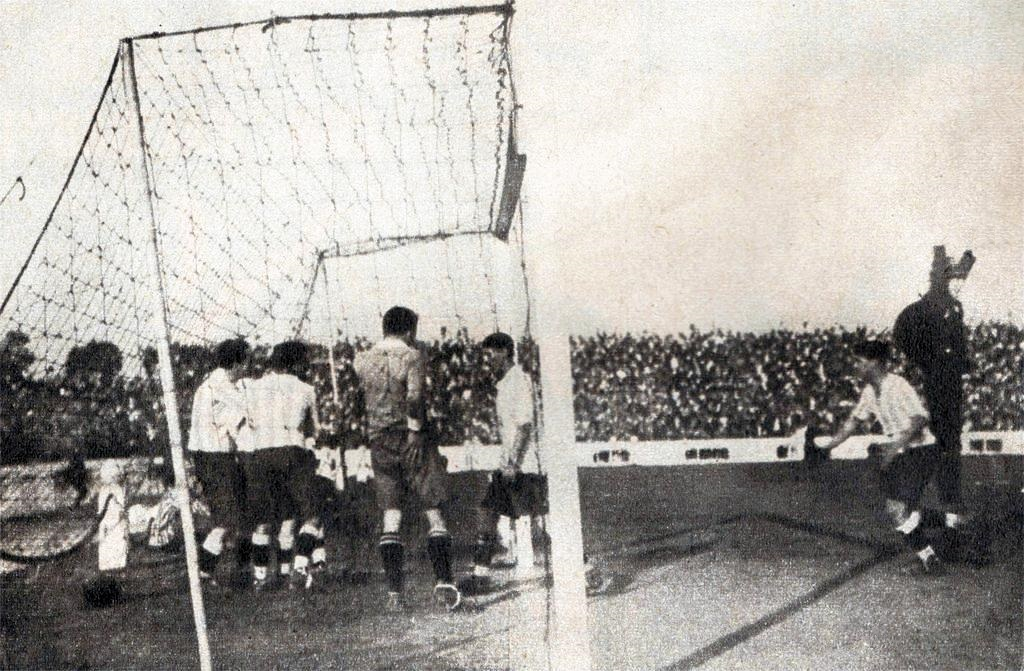
Scène d'un match contre l'Argentine en 1924, auquel il participe.

Les débuts tonitruants de Petrone avec le Charley FC en 1923 lui valent d'être convoqué par le sélectionneur Leonardo De Lucca pour le championnat sud-américain, organisé à Montevideo. Âgé de 18 ans, il est aligné dès le premier match face au Paraguay, le 4 novembre 1923. Placé en pointe aux côtés des Scarone et Cea, il marque son premier but international en fin de match (2-0). Il joue les deux matchs suivants, face au Brésil (2-1) et à l'Argentine (2-0), au cours desquels il ouvre le score. L'Uruguay remporte le tournoi et Petrone termine meilleur buteur avec trois buts, à égalité avec l'Argentin Aguirre.
Six mois plus tard, il est convoqué pour participer aux Jeux olympiques de Paris en 1924, auxquels l'Uruguay est invité en tant que champion d'Amérique du Sud. C'est le premier tournoi de football opposant des sélections européennes et sud-américaines. Dans le sillage de sa « Perle noire » José Andrade, la Celeste va faire très forte impression. Petrone inscrit un doublé à chacun de ses trois premiers matchs face à la Yougoslavie (7-0), les États-Unis (3-0) et la France (5-1). S'il reste muet en demi-finale face aux Pays-Bas (2-1), il ouvre le score d'un tir très puissant face à la Suisse, balayée en finale (3-0). Avec sept buts en cinq matchs, Petrone est le meilleur buteur du tournoi. À 19 ans, il devient le plus jeune médaillé d'or olympique en football.
De retour en Amérique du Sud, il participe à l'automne à une série de trois matchs âpres contre l'Argentine, dont l'un où il doit sortir sur blessure après quelques minutes seulement. Il est du championnat sud-américain de 1924, organisé de nouveau à Montevideo. Grâce à deux victoires sur le Chili (5-0) et le Paraguay et un match nul et vierge contre l'Argentine, la Celeste conserve sa couronne. Petrone, auteur de quatre buts, est de nouveau le meilleur buteur du tournoi.
Sérieusement blessé au ménisque en avril 1925 lors de la tournée de son club en Europe, Petrone manque notamment le championnat sud-américain de 1926 et ne fait son retour en sélection qu'en août 1927, à l'occasion de la Copa Lipton, puis au championnat sud-américain de 1927, qualificatif pour les Jeux olympiques de 1928. Pour son retour à la compétition, il inscrit un triplé contre la Bolivie (battue 9-0), ce qui lui suffit pour terminer co-meilleur buteur du tournoi. Battu par l'Argentine, l'Uruguay termine 2e.
En juin 1928, Petrone est sélectionné par Primo Gianotti pour les Jeux olympiques organisés à Amsterdam, mais sa place de titulaire est mise en balance. Il ne joue pas le premier match, inscrit un triplé en quart de finale contre l'Allemagne (4-1), participe à la victoire contre l'Italie (3-2) puis ouvre le score en finale contre l'Argentine, qui égalise ensuite. La finale est à rejouer trois jours plus tard. Il y cède sa place à René Borjas, qui réalise les passes décisives sur les deux buts uruguayens. Les Uruguayens, vainqueurs 2-1, remportent une nouvelle médaille d'or.
Moins efficace et moins affuté physiquement, Petrone perd progressivement sa place de titulaire. Il ne dispute que le premier match du championnat sud-américain de 1929, sanctionné par une lourde défaite face au Paraguay (0-3), Juan Arremón prenant ensuite sa place. En 1930, l'Uruguay est chargé par la FIFA d'organiser la première édition de la Coupe du monde de football. Auteur d'un 24e but face à l'Argentine en Copa Newton en mai 1930, Petrone est sélectionné par Alberto Suppici parmi les 22 Uruguayens pour le tournoi mondial. Il joue le premier match, remporté face au Pérou (1-0), mais est remplacé pour la suite du tournoi par Peregrino Anselmo, et Héctor Castro en finale. Petrone remporte, par procuration, son 3e tournoi mondial d'affilée.
Petrone ne sera plus convoqué après le mondial. Son bilan officiel s'arrête à 29 sélections et 24 buts, ce qui lui vaut jusqu'aux années 2000 le 4e rang au classement des meilleurs buteurs historiques de l'Uruguay. En comptant les nombreux matchs de gala non officiels de l'époque, son total serait de 80 sélections et 36 buts.

## Clubs
- Charley Solferino : 1923
- Nacional : 1924 à 1931
- Fiorentina : 1931 à mars 1933
- Nacional : 1933 à mars 1934

## Statistiques

### En sélection nationale
| Saison                | Sélection             | Phases finales              | Phases finales | Phases finales | Matchs amicaux | Matchs amicaux | Total | Total |
| Saison                | Sélection             | Compétition                 | M              | B              | M              | B              | M     | B     |
| --------------------- | --------------------- | --------------------------- | -------------- | -------------- | -------------- | -------------- | ----- | ----- |
| 1923                  | Uruguay               | Copa América 1923           | 3              | 3              | -              | -              | 3     | 3     |
| 1924                  | Uruguay               | JO 1924 + Copa América 1924 | 5+3            | 7+4            | 3              | 0              | 11    | 11    |
| 1927                  | Uruguay               | Copa América 1927           | 2              | 3              | 2              | 1              | 4     | 4     |
| 1928                  | Uruguay               | JO 1928                     | 3              | 4              | 2              | 1              | 5     | 5     |
| 1929                  | Uruguay               | Copa América 1929           | 1              | 0              | 3              | 0              | 4     | 0     |
| 1930                  | Uruguay               | Coupe du monde 1930         | 1              | 0              | 1              | 1              | 2     | 1     |
| Total sur la carrière | Total sur la carrière | Total sur la carrière       | 18             | 21             | 11             | 3              | 29    | 24    |

## Palmarès

### Titres
Uruguay
- Champion du monde en 1930 (ne joue pas la finale)
- Champion olympique en 1924 et 1928 (ne joue pas la seconde finale en 1928)
- Champion d'Amérique du Sud en 1923 et 1924
  - Vice-champion d'Amérique du Sud en 1927
- Vainqueur de la Copa Lipton (face à l'Argentine) en 1924, 1927 et 1929
- Vainqueur de la Copa Newton (face à l'Argentine) en 1929 et 1930

Nacional
- Champion d'Uruguay en 1924 et 1933
- Participation aux tournées européenne (1925) et nord et centre américaine (1927)

### Individuels
Uruguay
- 29 sélections et 24 buts avec l'équipe d'Uruguay, de 1923 à 1930
- Meilleur buteur aux Jeux olympiques de 1924 (7 buts)
- Meilleur buteur du Championnat sud-américain de football en 1923 (3 buts, ex æquo), 1924 (4 buts) et en 1927 (3 buts, ex æquo).

Nacional
- Meilleur buteur du championnat d'Uruguay amateur à quatre reprises, avant 1932
- Meilleur ratio du championnat uruguayen avec 1,06 but/match (103 buts pour 97 matchs en championnat d'Uruguay, de 1923 à 1933)[réf. souhaitée]

Fiorentina
- Meilleur buteur du championnat d'Italie en 1932 (25 buts)